# I, Robot (игра)
I, Robot — аркадная игра, разработанная Дэйвом Тойрером, и выпущенная Atari Inc. в 1983 году. По состоянию на июнь 1984 года, было произведено всего 750—1500 автоматов. В игровом автомате присутствует 2 игры. Первая — I, Robot, шутер с несколькими направлениями, в котором игрок входит в роль «несчастного интерфейсного робота № 1984» (англ. Unhappy Interface Robot #1984), робота-слуги, который бунтует против «Старшего брата». Цель игры — пройти 126 уровней, перекрасив красные квадраты в синий цвет, уничтожив щит и глаз Старшего брата. Игрок может переключиться на вторую игру, Doodle City, которая представляет собой инструмент для рисования без каких-либо конкретных целей, и заканчивается через 3 минуты.
I, Robot известна тем, что она является первой коммерческой игрой с трёхмерной полигональной графикой, в которой полигоны залиты цветом и применяется плоская модель теней, а также первой игрой, в которой присутствует возможность управления камерой.
После выпуска игры I, Robot получила негативные отзывы критиков и не окупила затрат на разработку. Было произведено примерно 750—1500 автоматов, некоторые из которых сохранились до сих пор. В настоящее время игровые автоматы для этой игры являются редким предметом коллекционирования, а игра получила запоздалое признание за инновационную трёхмерную графику.

## Игровой процесс
I, Robot представляет собой шутер с несколькими направлениями, в котором игрок принимает роль «Unhappy Interface Robot #1984», робота-слуги, который приобрёл самосознание и взбунтовался против Большого Брата. Цель игры — уничтожить гигантский мигающий глаз Большого Брата, который смотрит на все 126 уровней, до истечения отведённого времени. Чтобы сделать это, игрок должен пройти по красным квадратам (цвет целевых квадратов меняется каждые 26 уровней: с 27 уровня они будут жёлтыми, с 53 — голубыми, с 79 — малиновыми), которые покрывают игровое поле, перекрашивая их в синий цвет, что позволяет уничтожить щит, защищающий глаз, и сам глаз. Однако одним из произвольных законов Большого Брата является запрет на прыжки: если глаз открывается, когда игрок совершает прыжок, он уничтожает робота, а игрок теряет одну жизнь. На уровнях присутствуют и другие враги: птицы, бомбы, летающие акулы, которые препятствуют игроку в выполнении задания. Между уровнями робот летит через космическое пространство и должен стрелять в полигональные тетраэдры, метеориты и врагов, чтобы достичь следующего уровня.
Нажатие одной из двух кнопок «Старт» приближает и отдаляет камеру и позволяет взглянуть на игровое поле с другого угла. Более близкие углы камеры дают более высокие множители очков. На поздних уровнях враги, известные как «убийцы наблюдателей» «атакуют» игрока, а не робота, требуя переключения угла камеры или перемещения робота для того, чтобы камера отодвинулась от атакующего врага.